# De Motte
DeMotte és una població dels Estats Units a l'estat d'Indiana. Segons el cens del 2009 tenia 5.890 habitants.

## Demografia
Segons el cens del 2000, DeMotte tenia 3.234 habitants, 1.297 habitatges, i 897 famílies. La densitat de població era de 347,8 habitants per km².
Dels 1.297 habitatges en un 30,8% hi vivien nens de menys de 18 anys, en un 58,8% hi vivien parelles casades, en un 7,2% dones solteres, i en un 30,8% no eren unitats familiars. En el 28,3% dels habitatges hi vivien persones soles el 17,1% de les quals corresponia a persones de 65 anys o més que vivien soles. El nombre mitjà de persones vivint en cada habitatge era de 2,44 i el nombre mitjà de persones que vivien en cada família era de 2,98.
Per edats la població es repartia de la següent manera: un 25% tenia menys de 18 anys, un 7,5% entre 18 i 24, un 26,5% entre 25 i 44, un 20,1% de 45 a 60 i un 20,9% 65 anys o més.
L'edat mediana era de 38 anys. Per cada 100 dones de 18 o més anys hi havia 83,8 homes.
La renda mediana per habitatge era de 37.557$ i la renda mediana per família de 44.583$. Els homes tenien una renda mediana de 36.705$ mentre que les dones 22.941$. La renda per capita de la població era de 19.059$. Entorn del 7% de les famílies i el 7,7% de la població estaven per davall del llindar de pobresa.

## Poblacions més properes
El següent diagrama mostra les poblacions més properes.